# Nathaniel Creswick
Nathaniel Creswick (31 de julio de 1831-20 de octubre de 1917) fue un futbolista inglés, cofundador del equipo Sheffield FC, el club de fútbol más antiguo del mundo, en 1857. Con William Prest estableció el reglamento de Sheffield, un código que influyó directamente en las leyes modernas del fútbol. También fue uno de los fundadores del batallón de Hallamshire.

## Biografía
Creswick nació en Sheffield, Inglaterra, hijo de Nathaniel y Elizabeth. Su padre era fundidor de plata. Fue educado en el Sheffield Collegiate School y más tarde se involucró con varios clubes deportivos locales, incluidos Clarkhouse Road Fencing Club y Sheffield Cricket Club.
Él y William Prest decidieron crear un club de fútbol independiente que se fundó el 24 de octubre de 1857 con Creswick como secretario honorario y tesorero. El club, conocido como Sheffield Football Club, es aceptado oficialmente por la FIFA como el club de fútbol más antiguo del mundo. También establecieron un conjunto de reglas de juego para ser utilizado por el club. Estas reglas fueron luego utilizadas por otros clubes en el área y, finalmente, se extendieron a muchos clubes en el norte de Inglaterra y se conocieron como el reglamento de Sheffield.
El 2 de julio de 1891 Nathaniel Creswick presidió la reunión de socios de The Sheffield and District Golf Club, uno de los primeros clubes de golf de la ciudad. Al igual que Creswick, varios de sus compañeros fundadores habían hecho parte del club Sheffield FC y del batallón de Hallamshire. Casi inmediatamente el Sheffield & District Golf Club empezó a organizar populares torneos, conservándolos hasta el día de hoy. En 1934 el club fue bautizado Lindrick Golf Club. En 1957 Lindrick recibió la Copa Ryder. Desde entonces ha sido sede de una gran cantidad de prestigiosos torneos.